# Valeriy Kechinov
Valeriy Kechinov (in russo Валерий Викторович Кечинов?, Valerij Viktorovič Kečinov; Tashkent, 5 agosto 1974) è un ex calciatore uzbeko naturalizzato russo, di ruolo attaccante.

## Carriera

### Club
Nel 1992 è stato capocannoniere del campionato uzbeko con 22 reti.

### Nazionale
Nel 1992 ha giocato 3 partite nella nazionale uzbeka; in seguito, dopo aver giocato anche nella nazionale russa Under-21, è stato naturalizzato per quest'ultimo Paese, con la cui nazionale ha giocato complessivamente 6 partite (realizzandovi anche 2 reti).

## Statistiche

### Cronologia presenze e reti in nazionale
| Cronologia completa delle presenze e delle reti in nazionale ― Russia | Cronologia completa delle presenze e delle reti in nazionale ― Russia | Cronologia completa delle presenze e delle reti in nazionale ― Russia | Cronologia completa delle presenze e delle reti in nazionale ― Russia | Cronologia completa delle presenze e delle reti in nazionale ― Russia | Cronologia completa delle presenze e delle reti in nazionale ― Russia | Cronologia completa delle presenze e delle reti in nazionale ― Russia | Cronologia completa delle presenze e delle reti in nazionale ― Russia |
| Data                                                                  | Città                                                                 | In casa                                                               | Risultato                                                             | Ospiti                                                                | Competizione                                                          | Reti                                                                  | Note                                                                  |
| --------------------------------------------------------------------- | --------------------------------------------------------------------- | --------------------------------------------------------------------- | --------------------------------------------------------------------- | --------------------------------------------------------------------- | --------------------------------------------------------------------- | --------------------------------------------------------------------- | --------------------------------------------------------------------- |
| 06/05/1995                                                            | Mosca                                                                 | Russia                                                                | 3 – 0                                                                 | Fær Øer                                                               | Qual. Euro 1996                                                       | 1                                                                     |                                                                       |
| 11/02/1996                                                            | Ta' Qali                                                              | Russia                                                                | 3 – 1                                                                 | Slovenia                                                              | Rothmans Tournament                                                   | -                                                                     |                                                                       |
| 28/08/1996                                                            | Mosca                                                                 | Russia                                                                | 2 – 2                                                                 | Brasile                                                               | Amichevole                                                            | -                                                                     | 77’                                                                   |
| 07/02/1997                                                            | Hong Kong                                                             | Russia                                                                | 1 – 1                                                                 | Jugoslavia                                                            | Lunar New Year Cup                                                    | -                                                                     | 88’                                                                   |
| 30/04/1997                                                            | Mosca                                                                 | Russia                                                                | 3 – 0                                                                 | Lussemburgo                                                           | Qual. Mondiali 1998                                                   | 1                                                                     |                                                                       |
| 18/02/1998                                                            | Atene                                                                 | Grecia                                                                | 1 – 1                                                                 | Russia                                                                | Amichevole                                                            | -                                                                     | 46’                                                                   |
| Totale                                                                |                                                                       | Presenze                                                              | 6                                                                     |                                                                       | Reti                                                                  | 2                                                                     |                                                                       |

## Palmarès

### Club

#### Competizioni nazionali
- Campionato uzbeko: 1

Paxtakor: 1992
- Coppa d'Uzbekistan: 1

Paxtakor: 1993
- Campionato russo: 6

Spartak Mosca: 1994, 1996, 1997, 1998, 1999, 2000
- Coppa di Russia: 2

Spartak Mosca: 1993-1994, 1997-1998

#### Competizioni internazionali
- Coppa dei Campioni della CSI: 5

Spartak Mosca: 1993, 1994, 1995, 1999, 2000

### Individuale
- Capocannoniere del campionato uzbeko: 1

1992 (22 gol)